# هیداکا، هوکایدو
هیداکا، هوکایدو (به لاتین: Hidaka, Hokkaido) یک منطقهٔ مسکونی در ژاپن است که در Saru District واقع شده‌است. هیداکا  ۱۲٬۵۹۶ نفر جمعیت دارد.